# Morris Bates
Joseph Morris Bates (Nottingham, 1864 - Woolwich, 6 septembre 1905) plus connu sous le nom de Morris Bates était un footballeur anglais.

## Biographie
Bates commence sa carrière comme amateur à Nottingham Forest avant de travailler dans la manufacture d'armement du Royal Arsenal à Woolwich avec Fred Beardsley, son coéquipier à Nottingham. C'est là-bas qu'ils rencontrent d'autres fans de football comme lui dont Jack Humble et David Danskin. Ensemble ils fondent le Dial Square Football Club en 1886. Par la suite renommé Royal Arsenal, le club est aujourd'hui connu sous le nom d'Arsenal FC. Continuant à officier en tant qu'arbitre lors des matchs de Nottingham, il obtiendra de son ancien club des maillots rouges, aujourd'hui couleur des Gunners. 
Bates a joué 73 matchs pour l'équipe première du Royal Arsenal au poste de défenseur central lors des matchs de coupe et d'autres matchs régionaux. Capitaine d'Arsenal, l'anglais reçoit le surnom d'homme de fer, et permet au club d'obtenir ses premiers trophées, la Kent Senior Cup et la London Charity Cup en 1890.
Alors âgé de 36 ans, il décide de ne plus jouer au football et retourne travailler à l'usine d'armement jusqu'à sa mort en 1905 où il succombe à la tuberculose.